# 細尾金線魮
細尾金線魮，又稱細尾金線䰾（学名：Sinocyclocheilus gracilicaudatus）为輻鰭魚綱鯉形目鲤科金線魮屬的其中一種。分布於亞洲中國珠江流域，背鰭軟條7枚，鰭條末端變硬、臀鰭軟條5枚、脊椎骨37-39個，體長可達9.5公分，棲息在地下溪流底中層水域，生活習性不明。

## 扩展阅读
維基物種上的相關：細尾金線魮